# قائمة مهام أبولو

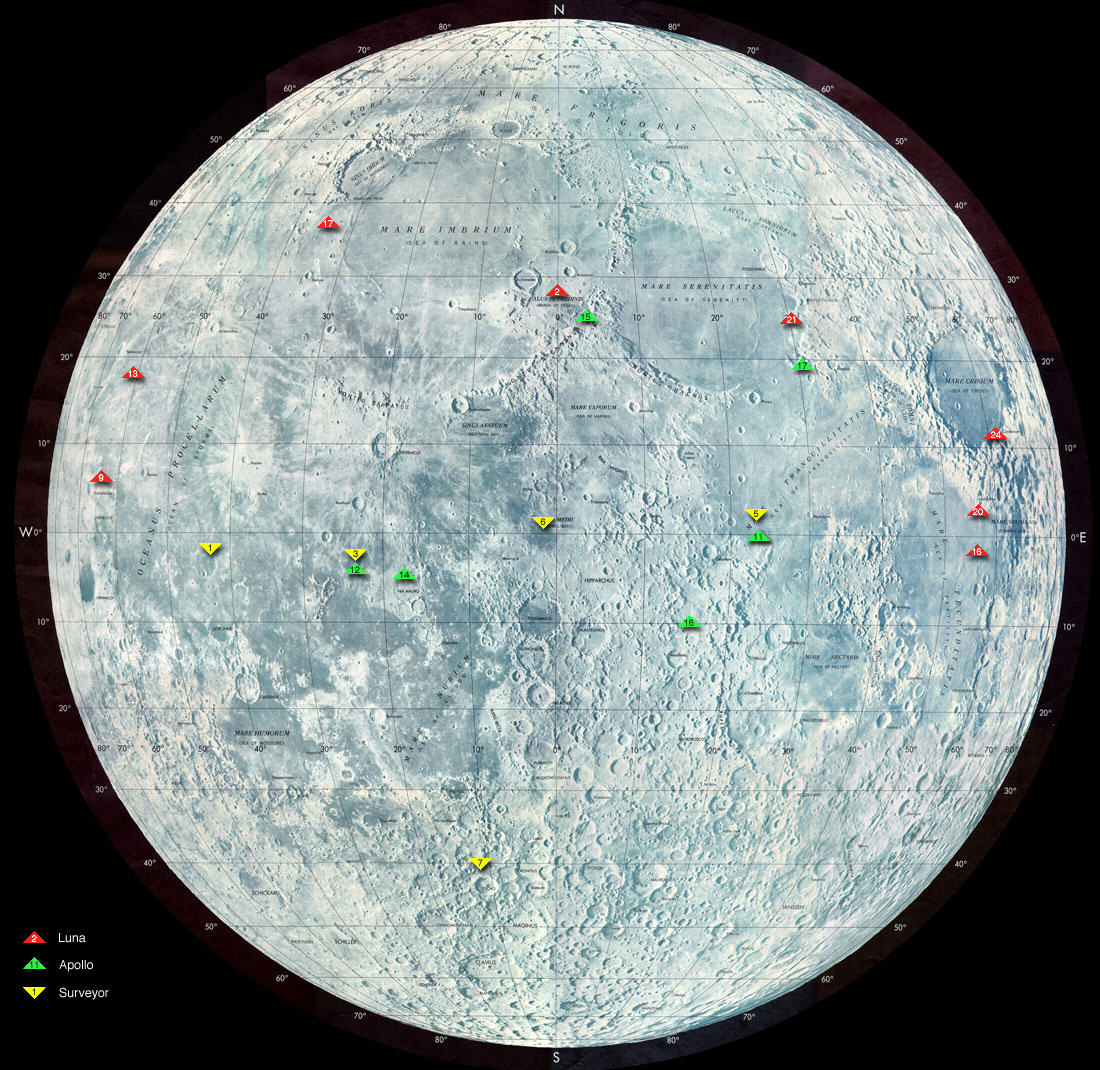
تبين العلامات الخضراء مواقع هبوط بعثات الإنسان على القمر.

تتكون  بعثات أبولو من بعثات مأهولة قام بها رواد الفضاء إلى الفضاء أو إلى القمر، وبعضها غير مأهولة بعثتها ناسا وكالة الفضاء الوطنية الأمريكية، وقامت تلك البعثات بين عام 1961 وعام 1975. وبلغت ذروتها ببعثات قام بها رجال للهبوط على القمر بين عام 1969 و 1972.

## بعثات رواد الفضاء إلى القمر
| البعثة   | الصاروخ | رقم إنتاج الصاروخ | القائد        | ربان مركبة الفضاء CM | ربان المركبة القمرية LM | اسم مركبة الفضاء CM | اسم المركبة القمرية LM | يوم الإقلاع     | ساعة الإقلاع | مدة البعثة              |
| -------- | --- | ----------------- | ------------- | -------------------- | ----------------------- | ------------------- | ---------------------- | --------------- | ------------ | ----------------------- |
| أبولو 1  | ساتورن 1ب | AS-204            | جس جريسوم     | إدوارد جس            | روجر شافي               | N/A                 | بدون LM                | 21 فبراير 1968) | N/A          | N/A                     |
| أبولو 1  | لم تقلع ومات إدوارد وايت وجس جريسوم وروجر شافي عندما اشتعلت النار داخل المركبة أثناء عملية اختبار على من الإقلاع. |                   |               |                      |                         |                     |                        |                 |              |                         |
| أبولو 7  | ساتورن 1ب | AS-205            | والي شيرا     | دون أيسله            | والتر كاننجهام          | N/A                 | بدون LM                | 11 أكتوبر 1968  | 15:02 GMT    | 10أيام 20ساعة 09دقائق   |
| أبولو 7  | أول طيران مأهول على صاروخ نوع ساتورن IB ،ولم يكن الإقلاع من منصة LC-39                                            |                   |               |                      |                         |                     |                        |                 |              |                         |
| أبولو 8  | ساتورن 5 | AS-503            | فرانك بورمان  | جيم لوفل             | وليام أندرس             | N/A                 | بدون LM                | 21 ديسمبر 1968  | 12:51 GMT    | 06أيام 03ساعات 01دقيقة0 |
| أبولو 8  | أول طيران مأهول حول القمر. وأول بعثة على متن صاروخ ساتورن 5.                                                      |                   |               |                      |                         |                     |                        |                 |              |                         |
| أبولو 9  | ساتورن 5 | AS-504            | جيمس ماكديفيت | ديفيد سكوت           | روستي شويكارت           | Gumdrop             | Spider                 | 3 مارس 1969     | 16:00 GMT    | 10أيام 01ساعة 01دقيقة0  |
| أبولو 9  | أول طيران للمركبة القمرية Lunar Module .                                                                          |                   |               |                      |                         |                     |                        |                 |              |                         |
| أبولو 10 | ساتورن 5 | AS-505            | توماس ستافورد | جون يونغ             | يوجين سيرنان            | Charlie Brown       | Snoopy                 | 18 مايو 1969    | 16:49 GMT    | 08أيام 00ساعة 03دقائق   |
| أبولو 10 | أول طيران للمركبة القمرية على ارتفاع فوق القمر.                                                                   |                   |               |                      |                         |                     |                        |                 |              |                         |
| أبولو 11 | ساتورن 5 | AS-506            | نيل أرمسترونج | مايكل كولينز         | بز ألدرن                | Columbia            | Eagle                  | 16 يوليو 1969   | 13:32 GMT    | 08أيام 03ساعات 18دقيقة  |
| أبولو 11 | أول هبوط للإنسان على سطح القمر 20 يوليو 1969.                                                                     |                   |               |                      |                         |                     |                        |                 |              |                         |
| أبولو 12 | ساتورن 5 | AS-507            | شارلز كونراد  | ريشارد جوردن         | ألان بين                | Yankee Clipper      | Intrepid               | 14 نوفمبر 1969  | 16:22 GMT    | 10أيام 04ساعات 36دقيقة  |
| أبولو 12 | أول هبوط على المنطقة المختارة بالضبط. استعادة المسبار سيرفيور 3 من القمر.                                         |                   |               |                      |                         |                     |                        |                 |              |                         |
| أبولو 13 | ساتورن 5 | AS-508            | جيم لوفل      | جاك سويغيرت          | فريد هايس               | Odyssey             | Aquarius               | 11 أبريل 1970   | 19:13 GMT    | 05أيام 22ساعة 54دقيقة   |
| أبولو 13 | انفجار خزان الأكسجين في رحلة الذهاب يؤدي إلى إلغاء البعثة. نصف دورة حول القمر والعودة مباشرة إلى الأرض.           |                   |               |                      |                         |                     |                        |                 |              |                         |
| أبولو 14 | ساتورن 5 | AS-509            | ألان شيبارد   | ستوارت روزا          | إدجار ميتشيل            | Kitty Hawk          | Antares                | 31 يناير 1971   | 21:03 GMT    | 09أيام 00ساعة 02دقيقة   |
| أبولو 14 | ألان شيبارد,أول أمريكي يطير إلى الفصاء على مركبة ميركوري، يلعب الجولف على سطح القمر.                              |                   |               |                      |                         |                     |                        |                 |              |                         |
| أبولو 15 | ساتورن 5 | AS-510            | ديفيد سكوت    | ألفريد وردن          | جيمس أروين              | Endeavour           | Falcon                 | 26 يوليو 1971   | 13:34 GMT    | 12يوم 07ساعات 11دقيقة   |
| أبولو 15 | أول بعثة تأخذ معها عربة قمريةLunar Rover.                                                                         |                   |               |                      |                         |                     |                        |                 |              |                         |
| أبولو 16 | ساتورن 5 | AS-511            | جون يونغ      | كين ماتينجلي         | شارلز ديوك              | Casper              | Orion                  | 16 أبريل 1972   | 17:54 GMT    | 11يوم 01ساعة 51دقيقة    |
| أبولو 16 | أول هبوط في منطقة أعالى القمر.                                                                                    |                   |               |                      |                         |                     |                        |                 |              |                         |
| أبولو 17 | ساتورن 5 | AS-512            | يوجين سيرنان  | رونالد إفانز         | هاريسون شميت            | America             | Challenger             | 7 ديسمبر 1972   | 05:33 GMT    | 12يوم 13ساعة 51دقيقة    |
| أبولو 17 | آخر رحلة لأبولو إلى القمر, وأول إقلاع ليلا، ولأول مرة يذهب جيولوجي محترف إلى القمر.                               |                   |               |                      |                         |                     |                        |                 |              |                         |

## رحلات أبولو الملغاة
| Mission name/designation | القائد                                       | ربان مركبة القيادة | ربان المركبة القمرية | تاريخ الإقلاع               | تاريخ إلغاء الرحلة |
| ------------------------ | -------------------------------------------- | ------------------ | -------------------- | --------------------------- | ------------------ |
| أبولو 18                 | ريشارد جوردن                                 | فانس براند         | هاريسون شميت         | فبراير 1972                 | 2 سبتمبر 1970      |
| أبولو 18                 | خفض ميزانية ناسا .                           |                    |                      |                             |                    |
| أبولو 19                 | فريد هايس                                    | وليام بوج          | جيرالد كار           | يوليو 1972                  | 2 سبتمبر 1970      |
| أبولو 19                 | خفض ميزانية ناسا                             |                    |                      |                             |                    |
| أبولو 20                 | شارلز كونراد أو ستوارت روزا                  | بول وايتز          | جاك لوزما            | ديسمبر 1972 حتى فبراير 1973 | 4 يناير 1970       |
| أبولو 20                 | استخدام ساتورن INT-21 لإقلاع سكايلاب Skylab. |                    |                      |                             |                    |

## رحلات لم تذهب إلى القمر
| البعثة                               | الصاروخ | رقم إنتاج الصاروخ | القائد        | طيار                  | طيار علمي           | تاريخ الاقلاع  | وقت الاقلاع | مدة البقاء                     |
| ------------------------------------ | --- | ----------------- | ------------- | --------------------- | ------------------- | -------------- | ----------- | ------------------------------ |
| سكايلاب 2                            | ساتورن 1ب | AS-206            | شارلز كونراد  | بول وايتز             | جوزيف كيروين        | 25 مايو 1973   | 13:00 GMT   | 28 يوم 00ساعة 49دقائق          |
| سكايلاب 2                            | أول رحلة للمحطة الفضائية Skylab . |                   |               |                       |                     |                |             |                                |
| سكايلاب 3                            | ساتورن 1ب | AS-207            | ألان بين      | جاك لوزما             | أوين جاريوت         | 28 يوليو 1973  | 11:10 GMT   | 59يوم 11ساعة 09دقيقة           |
| سكايلاب 3                            | ثاني طاقم يطبر سكايلاب. حدوث خطأ في إشعال الصاروخ يؤدي إلى القيام بإنقاذ الطاقم.                                                                                  |                   |               |                       |                     |                |             |                                |
| سكايلاب 4                            | ساتورن 1ب | AS-208            | جيرالد كار    | وليام بوج             | إدوارد جيبسون       | 16 نوفمبر 1973 | 14:01 GMT   | 84يوم 01ساعة 15دقيقة           |
| سكايلاب 4                            | الطاقم الثالث لسكايلاب والرحلة الأخيرة. |                   |               |                       |                     |                |             |                                |
| البعثة                               | الصاروخ | رقم إنتاج الصاروخ | القائد        | ربان المركبة الفضائية | ربان مركبة الالتحام | تاريخ الإقلاع  | وقت الاقلاع | المدة                          |
| مشروع إلتحام أبولو- سويوز (أبولو 18) | ساتورن 1ب | AS-209            | توماس ستافورد | فانس براند            | ديك سلايتون         | 15 يوليو 1975  | 12:20 GMT   | 09أيام و nbsp;01ساعة و 28دقيقة |
| مشروع إلتحام أبولو- سويوز (أبولو 18) | آخر طيران لأبولو وساتورن 1ب. لقاء سويوز 19 (الروسية) والالتحام بها. حدوث عطل يؤدي إلى نشوء غازات سامة داخل المقصورة أثناء العودة، كادت أن تؤدي بحياة رواد الفضاء. |                   |               |                       |                     |                |             |                                |

## اقرأ أيضا
- قائمة رواد فضاء أبولو
- أبولو 11
- أبولو 8
- أبولو 17
- نيل أرمسترونج
- بز ألدرن